# Верх-Кажа
Верх-Кажа — село в Красногорском районе Алтайского края. Входит в состав муниципального образования сельское поселение Красногорский сельсовет.

## География
Расположено в верховье реки Кажа, в 12 км к северо-западу от центра сельского поселения села Красногорское.

## Население
| 2002 | 2006 | 2007 | 2008 | 2009 | 2010 | 2011 | 2012 | 2013 |
| ---- | ---- | ---- | ---- | ---- | ---- | ---- | ---- | ---- |
| 171  | ↘145 | ↘120 | ↗136 | ↘130 | ↘74  | →74  | ↗75  | ↘65  |

Национальный состав
Согласно результатам переписи 2002 года, в национальной структуре населения русские составляли 96 % от 171 жителя.

## Инфраструктура
Экономика
Основное направление — сельское хозяйство.

## Транспорт
Посёлок доступен по дороге общего пользования регионального значения «Бийск — Усятское — Соусканиха — Верх-Кажа» (идентификационный номер 01 ОП РЗ 01К-34).